# Miguel Atala
Faresh Miguel Atala Herrera (Piura, 9 de noviembre de 1945) es un empresario textil peruano. Fue vicepresidente de Petroperú entre 2008 y 2011. Su nombre se dio a conocer en el 2017, cuando se descubrió que era el titular de una cuenta en la Banca Privada d'Andorra, en donde la constructora Odebrecht le había depositado 1.312.000 dólares americanos, presumiblemente como soborno o coima a cambio de ser favorecida en concesiones de obras públicas. Sometido a investigación por el Equipo de Fiscales del caso Lava Jato, surgió la tesis de que Miguel Atala era en realidad uno de los testaferros del expresidente Alan García. Tras el suicidio de García en abril de 2019, Atala se sometió a la confesión sincera - y logró la liberación de su hijo y la propia- y confirmó ser el testaferro del expresidente, siendo el primer testigo en implicarlo directamente en la recepción de los sobornos de la constructora Odebrecht. Actualmente se halla con detención domiciliaria.

## Biografía
Hijo de José Atala Hamidch e Isabel Herrera. Doctor en Administración. Se dedicó al negocio textil y fue gerente de Intratex, con sede en el distrito de El Agustino. Dicha empresa fue denunciada en el 2001 por robar energía eléctrica a la empresa Edelnor, mediante una conexión clandestina al cable matriz. Por esa razón, Atala, como representante legal de la empresa, fue condenado a dos años de prisión suspendida, en el 2006. Este antecedente no fue impedimento para que, bajo el segundo gobierno de Alan García, fuera nombrado vicepresidente de Petroperú, cargo que ejerció de 3 de agosto de 2008 a 19 de agosto de 2011. Atala estuvo también implicado en el caso Petroaudios, a través de varias conversaciones con Alberto Químper y Rómulo León Alegría. Tuvo también una estrecha relación con Luis Nava Guibert, secretario de la Presidencia y Ministro de Producción en ese mismo gobierno de García.

### Vínculos con Alan García y Luis Nava
Alan García, Luis Nava Guibert y Miguel Atala formaron un círculo de amistades muy íntimo. Según cuenta el mismo Atala, conoció a Alan García por los años 1978-1979, por intermedio de un primo que le presentó al que posteriormente sería dos veces presidente de la República. Consultado García, dijo no recordar ese encuentro y que solo recordaba que a Atala lo había conocido hacia el 2001, cuando se lo presentó un empresario de apellido Divizia. El 8 de septiembre del 2003, los tres amigos constituyeron la Asociación Democracia Social. García aparece en los registros como presidente, Luis Nava como secretario y Miguel Atala como tesorero. Poco después, el 22 de abril de 2004, Luis Nava y Miguel Atala constituyeron el Instituto del Empleo, confirmándose la existencia del estrecho vínculo fraternal entre ellos, quienes a su vez mantenían amistad con Alan García. Se sabe también que la empresa Intratex de Atala financió la campaña de Nava al Parlamento Andino, en el 2011.

## Caso Odebrecht

### Descubrimiento de las cuentas de Andorra
Miguel Atala era solo un anodino funcionario del segundo gobierno alanista, hasta que en septiembre de 2017 saltó a las primeras planas cuando una investigación del diario El País de España reveló que la constructora Odebrecht le depósito en su cuenta abierta en la Banca Privada d'Andorra (BPA), la suma de 900.000 dólares. Posteriormente se supo que fueron en realidad$1.312.000 dólares en cinco pagas realizadas entre noviembre de 2007 y enero de 2008. La cuenta de Atala estaba a nombre de la empresa offshore Ammarin Investment INC y las empresas que les hicieron los depósitos eran Klienfeld Services Ltd y Coher Investment, sociedades usadas por Odebrecht para el pago de coimas.
Inicialmente, constituyó un misterio la razón por la que Odebrecht le depositaría esa suma a Atala. Se especuló que se trataría de una coima para que Petroperú firmara con Braskem (filial de Odebrecht) el estudio de ejecución para una planta petroquímica por tres mil millones de dólares. Sin embargo, los abonos se realizaron antes de que Atala asumiera su cargo en Petroperú. Asimismo, el que fuera presidente de Petroperú en la citada época, César Gutiérrez Peña, confirmó que Atala no tuvo participación en las negociaciones con Braskem y que tampoco se llegó a firmar ningún contrato con esta petroquímica.
Cuando se inquirió al mismo Atala sobre el origen de esos depósitos, dijo que era el producto de la venta de un terreno de su propiedad, situado en El Agustino, que hizo en 2007 a la constructora Odebrecht para la obra de la Línea 1 del Metro de Lima. Sin embargo, una investigación periodística demostró que ese terreno había pertenecido al Estado y que nunca hubo una transacción como la descrita por Atala.

### Impedimento de salida del país
Atala fue sometido a investigación por la fiscalía, al sospecharse que el dinero de su cuenta era parte de la coima dada por Odebrecht a cuenta del Metro de Lima y de la Interoceánica Sur. La tesis de la fiscalía era que Atala era el testaferro de alguien mucho más importante. Atala solía venir del extranjero para asistir a las diligencias y se mostraba soberbio e intratable ante los fiscales del caso. Hasta que un día de octubre de 2018, la fiscal Geovana Mori, lo citó para un interrogatorio de rutina, y fue entonces cuando se dictó su impedimento de salida del país, al igual que a su hijo Samir Atala Nemi (a este último, debido a que se descubrió que su padre le había traspasado una de sus cuentas en la que percibió las presuntas coimas). Siguiendo el consejo de su abogado Julio Rodríguez, Miguel Atala se mantuvo firme en su versión de la venta del terreno y parecía que no daría su brazo a torcer.
A fines de 2018, el fiscal coordinador del equipo Lava Jato, Rafael Vela Barba dispuso que el caso del Metro de Lima y las cuentas de Andorra se juntaran en un solo expediente y ordenó que éste pasara a manos del fiscal José Domingo Pérez.
El 22 de febrero de 2019, en el marco del interrogatorio del equipo de fiscales del Caso Lava Jato a los exdirectivos de Odebrecht en Brasil, Luiz Da Rocha Soares, ex tesorero internacional de dicha empresa, confirmó que Atala había recibido de Odebrecht 1.312.000 de dólares. Al preguntársele sobre la razón invocada por Atala, de que era el pago de un contrato legal de venta de terreno a Odebrecht, Rocha negó esa versión, aseverando que las cuentas de Andorra tenían como finalidad exclusiva el pago de coimas, es decir, pagos ilícitos.
El 2 de marzo de 2019, la Fiscalía allanó los domicilios de Miguel Atala y su hijo Samir Atala.

### Detención preliminar
El 16 de abril de 2019, el Poder Judicial ordenó la detención preliminar por diez días de Alan García, junto con otras ocho personas, entre ellas Miguel Atala y su hijo Samir Atala; Luis Nava y su hijo José Antonio Nava. Tanto a los Atala como los Nava fueron sindicados de haber realizado labores de captación de dineros ilícitos integrando una organización criminal, cuya cabeza era el presidente García. El mismo García se suicidó poco después, mientras que Miguel Atala y su hijo fueron arrestados. Finalizando el lapso de los diez días prescritos, la Fiscalía anunció que pediría la prisión preventiva de 36 meses para los detenidos.  
Por otro lado, durante el interrogatorio al que fue sometido por el equipo de fiscales del Caso Lava Jato, realizado en Curitiba entre los días 23 y 26 de abril de 2019, Jorge Barata, el exdirectivo de Odebrecht en el Perú y uno de los colaboradores eficaces del caso, no ha confirmado hasta la fecha que Alan García Pérez haya recibido coíma alguna.

### Su confesión
El suicidio del expresidente García y las evidencias que se iban juntando en su contra fue lo que motivó a que Atala se mostrara dispuesto a colaborar. Despidió a su abogado Julio Rodríguez y contrató a uno nuevo, Guillermo Bustamante Arenas. El equipo de fiscales de Lava Jato se hallaba en Curitiba interrogando a Barata, cuando recibieron la noticia de que Atala se iba a acoger a la confesión sincera. Por eso, los fiscales José Domingo Pérez y Rafael Vela adelantaron su retorno al Perú.
El 30 de abril de 2019, el fiscal José Domingo Pérez anunció al Poder Judicial, que Atala se había acogido a la confesión sincera y había revelado que los 1.312.000 de dólares que la constructora brasileña Odebrecht le había depositado en su cuenta de la Banca Privada de Andorra, no eran ni para él ni para Nava, sino que pertenecían en realidad al expresidente Alan García.
Atala dijo que el mismo Barata le visitó para indicarle lo que debía hacer y a quien debía contactar para abrir una cuenta en la banca de Andorra donde recibiría los depósitos. El banco solo admitía a clientes exclusivos con recomendación y Odebrecht presentó a Atala como un socio “estratégico” con el que estaba ligado en importantes negocios. Atala dijo que en un principio ignoraba el origen del dinero, que supuso que era de Nava, pero posteriormente, Nava le reveló que se trataba de dinero de Alan García. Los depósitos tuvieron lugar entre 2007 y 2008, hasta sumar los 1.312.000 dólares. Más tarde, en el 2010, el mismo Alan García le llamó concertando una reunión personal, y allí le confirmó que se trataba de su dinero, pidiendo que se lo entregara de manera fraccionada, cosa que Atala fue cumpliendo hasta 2018. Las entregas, que iban de 20 a 30 mil dólares cada una, las hizo en efectivo, y en varios lugares, como en Palacio de Gobierno, en los domicilios del expresidente de Las Casuarinas y de Miraflores, y en el Instituto de Gobierno de la Universidad de San Martín de Porres, donde García ejercía la docencia.

«En esas circunstancias me manifestó que el dinero que tenía yo en la cuenta de [la] sociedad offshore Ammarin Investment INC era dinero suyo, y que por favor le lleve dicho dinero de forma progresiva, así que luego de esa reunión empecé a llevarle el dinero al expresidente Alan García Pérez. La primera vez en un monto aproximado de US$ 20,000.00 a US$ 30,000.00 dólares, y así de forma progresiva iba llevándole dinero al ex presidente Alan García Pérez. Cada vez que necesitaba dinero me llamaba por teléfono previamente y me citaba a diversos lugares, le he entregado dinero en diversas ocasiones y lugares como en Palacio de Gobierno, en su domicilio que primero quedaba en la urbanización Las Casuarinas en Surco y luego en su domicilio ubicado en Miraflores, al Instituto de Gobierno de la Universidad San Martin de Porres, entre otros lugares».
Testimonio de Miguel Atala Herrera brindado a la Fiscalía.

Dada así la confesión, el fiscal Pérez reformuló su pedido de prisión preventiva de 36 meses para Miguel Atala y su hijo Samir Atala, solicitando la detención domiciliaria para el primero y comparecencia restringida para el segundo. Consideró necesario este cambio de situación legal, ya que, según el mismo Atala, dentro del APRA se estaría formando una fuerza de choque para atentar contra los testigos de los casos que involucraban al expresidente García, por lo que corrían riesgo en caso de ser internados en centros penitenciarios. El juez admitió la solicitud del fiscal.